# Edvin Lovidius
Edvin Lovidius (né le 2 mars 2002 à Nykvarn) est un coureur cycliste suédois.

## Biographie
En 2019, Edvin Lovidius devient champion de Suède du contre-la-montre chez les juniors (moins de 19 ans). En 2020, il remporte le titre national en ligne. Il se révèle également au milieu des meilleurs juniors mondiaux en terminant sixième du championnat d'Europe sur route juniors. Après ses performances, il évolue au sein de l'équipe continentale Leopard en 2021. Cette expérience ne dure qu'une saison. 
En juin 2022, il confirme ses qualités de rouleur en se classant deuxième du championnat de Suède du contre-la-montre. Il remporte à cette occasion le titre dans la catégorie des espoirs,. Quelques semaines plus tard, il part en France et décide de rejoindre l'AVC Aix-en-Provence. Edvin Lovidius intègre ensuite l'effectif du CC Étupes en 2023. Avec cette formation, il obtient une victoire et diverses places d'honneur dans le calendrier français. Il finit par ailleurs troisième et meilleur coureur espoir de son championnat national en ligne. 
Lors de la saison 2024, il se distingue en remportant l'étape inaugurale de la Ronde de l'Isard, après une longue échappée,. Il s'agit de son premier succès acquis au niveau international. La même année, il brille sur le Tour du Loir-et-Cher en terminant deuxième de la première étape et cinquième du classement général. Il s'impose aussi sur une course par étapes en Suède.

## Palmarès et résultats

### Palmarès par année
- 2019
  -  Champion de Suède du contre-la-montre juniors
- 2020
  -  Champion de Suède sur route juniors
  - Östgötaloppet
  - 2e du championnat de Suède du contre-la-montre juniors
  - 6e du championnat d'Europe sur route juniors
- 2021
  - Svanesunds 3-dagars :
    - Classement général
    - 1re étape (contre-la-montre)
- 2022
  -  Champion de Suède du contre-la-montre espoirs
  - 2e du championnat de Suède du contre-la-montre
- 2023
  -  Champion de Suède sur route espoirs
  - Grand Prix de Dieulouard
  - 1re et 5e (contre-la-montre) étapes de l'U6 Cycle Tour
  - 2e de l'U6 Cycle Tour
  - 3e du championnat de Suède sur route
- 2024
  - 1re étape de la Ronde de l'Isard
  - U6 Cycle Tour :
    - Classement général
    - 3e étape

  - Scania Demobana GP

### Classements mondiaux
| Année                                 | 2022  | 2023 | 2024  |
| ------------------------------------- | ----- | ---- | ----- |
| Classement mondial                    | 1307e | 923e | 1399e |
| UCI Europe Tour                       | 907e  | 655e | nc    |
|                                       |       |      |       |
| Légende : nc = non classéSource : UCI |       |      |       |